# Российский интернет-форум

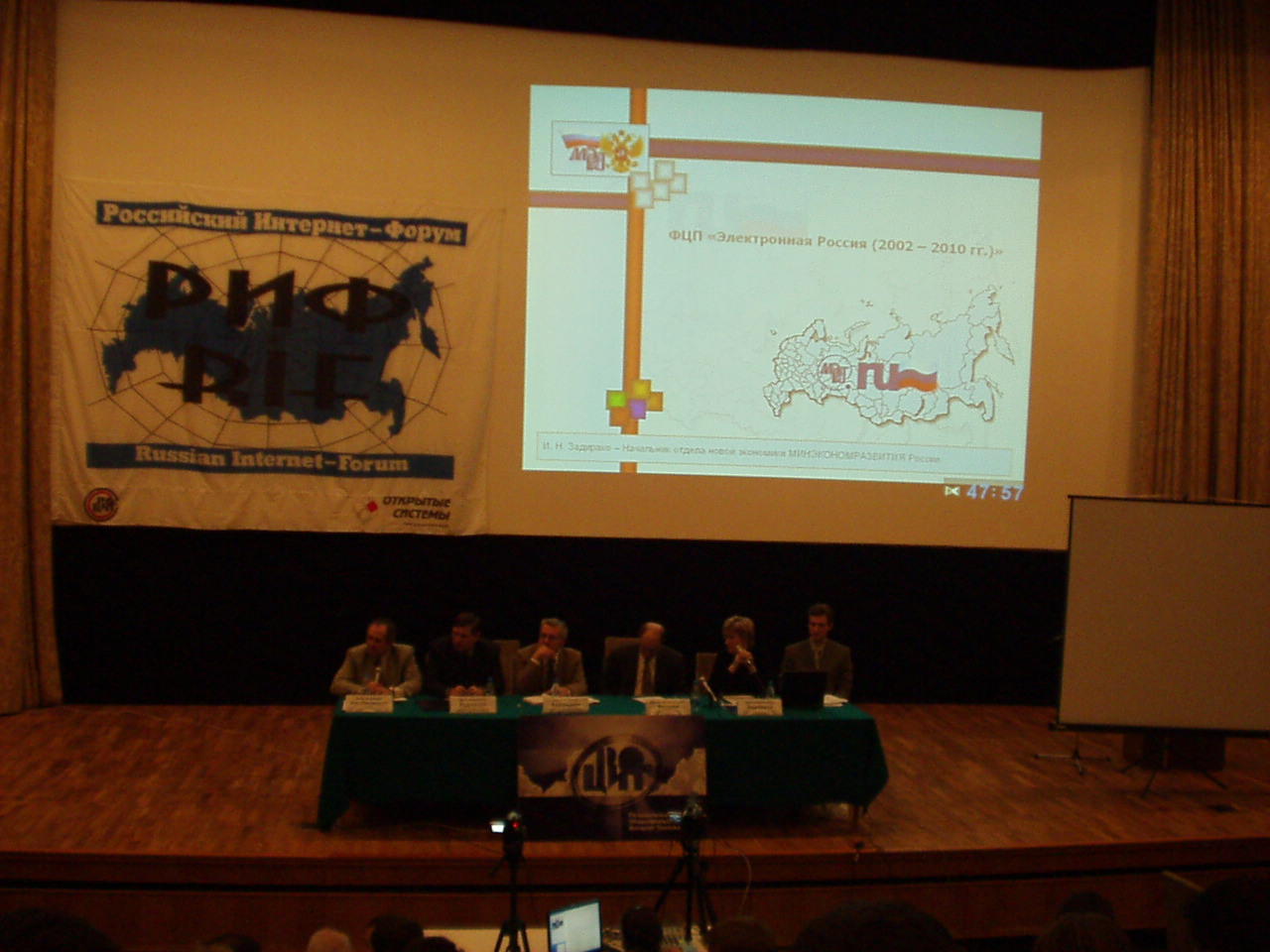
Представители МЭРТ РФ рассказывают на РИФе-2005 о ФЦП «Электронная Россия»

Российский интернет-форум, РИФ — ежегодный форум деятелей Рунета. Это одно из главных профессиональных мероприятий российской интернет-отрасли, проводится с 1997 г.
Основным организатором выступает некоммерческая организация «Российская ассоциация электронных коммуникаций» (РАЭК), к работе привлекаются также другие организации, в том числе коммерческие и государственные, в первую очередь — Федеральное агентство РФ по массовым коммуникациям (ФАПМК).
РИФ проводится каждый год, в 2003 году прошло две параллельных версии — «главная» московская и уральская (в Перми). Традиционно основным местом проведения является пансионат «Лесные дали» Управления делами президента РФ в пос. Горки-10 Одинцовского района Подмосковья. C 2006 года в рамках РИФа проводится также «Всероссийский интернет-марафон» — серия совещательных мероприятий в более чем 10 крупных российских городах.
За десять лет РИФ стал привычным местом встречи некоей «тусовки», формирующей условную «элиту Рунета», и общения её с новыми (в первую очередь региональными) интернетчиками.

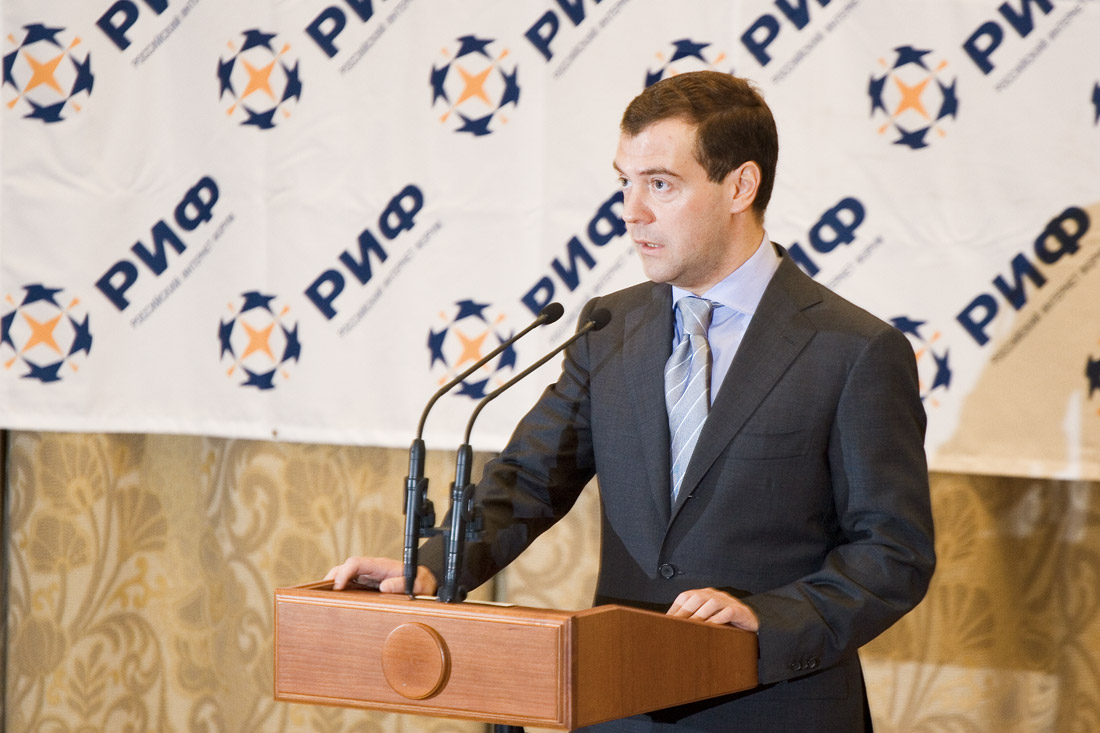
Дмитрий Медведев открывает РИФ-2008

Организаторы позиционируют мероприятие как «признанный форум профессионалов в сфере информационных технологий» и «мощный инструмент популяризации высоких технологий среди конечных пользователей в России». Формы работы — секционные заседания и круглые столы, мастер-классы и стендовые доклады, тренинги и презентации, а равно кулуарные мероприятия.
Во второй половине 2000-х годов возникло несколько параллельных мероприятий со схожими целями, наиболее заметным из которых является конференция «Интернет и бизнес» (КИБ). И РИФ, и КИБ охотно посещаются интернет-деятелями и освещаются интернет-прессой. Впоследствии РИФ и КИБ объединились под брендом «РИФ+КИБ».
3 апреля 2008 года 12-й РИФ открыл избранный президент России Дмитрий Медведев.
В 2020 году впервые за историю РИФа форум был перенесен в онлайн из-за пандемии COVID-19, однако в сентябре 2020 года был проведен экспериментальный формат РИФ in the city.